# Asterocheres dentatus
Asterocheres dentatus is een eenoogkreeftjessoort uit de familie van de Asterocheridae. De wetenschappelijke naam van de soort is voor het eerst geldig gepubliceerd in 1897 door Giesbrecht.